# 藤田もも
藤田 もも（ふじたもも、1998年1月2日 - ）は、日本のグラビアアイドル、YouTuber。岡山県出身。アルファベットプロモーション所属。

## 略歴
学生時代にスカウトされて2018年4月にデビュー。
2018年8月24日、ファーストDVD『ミルキー・グラマー』を発売。
2019年11月1日、芸名を「桃咲あや」から「藤田もも」へ改名したことを自身のTwitterで報告した。
2020年9月13日、素人異業種格闘技戦「hatashiai」（東京・新木場1stRING）で佐藤恵理子とボクシング形式で対戦した。2021年には近代麻雀水着祭に出演。
2022年6月22日、ファースト写真集『MOMO』を発売。
2022年12月27日、『週刊SPA!』（扶桑社）の「グラビアン魂アワード2022」にて、リリー・フランキー個別賞「ベスト・プリティ賞」を受賞。
2025年7月7日、FALENO広報部に就任。

## 人物
- 趣味：筋トレ、ホットヨガ[1][10]。
- 特技：パソコンの早打ち、ハンドボール、陸上[1]。
- 資格：秘書検定、情報処理検定、簿記検定、岡山検定[1]。
- 好きな食べ物はタッカンマリ、嫌いな食べ物はレーズン。尊敬する人物は母[11]。
- 中学時は陸上部で活動し、3年時に乳房がEカップで、揺れるのが恥ずかしくて抑えながら走ったと語る[12]。
- 乳房が垂れない様に週3回ジムで胸筋を鍛え始めて以来、サイズが1カップ増えたと語る[12]。

## 作品

### イメージDVD
桃咲あや 名義
- ミルキー・グラマー（2018年8月24日、竹書房）[13]
- すべてを君に（2019年7月31日、スパイスビジュアル）[14]

藤田もも 名義
- あやういもも（2020年3月25日、エアーコントロール）[15]
- ももまにあ （2022年7月16日、双葉社）[16][17]

### VR
- あなたと過ごしたいバレンタインデー♪ （2020年2月7日、エアーコントロール）
- VGF ヴァーチャルガールフレンド（エアーコントロール）
  - 【浴衣でイチャイチャ＆Hなナース】（2020年4月27日）
  - 【制服＆ブルマで3人と教室でイチャイチャ】（2020年5月1日）※共演：清水楓、内田瑞穂
  - 【会社の更衣室＆ラウンジで…】（2020年5月7日）※共演：内田瑞穂

## 出版

### 写真集
- MOMO（2022年6月22日、双葉社、撮影：原田武尚）ISBN 978-4575317244[18][19]

### デジタル写真集
- バズるハミ乳 週プレ PHOTO BOOK（2020年11月27日、集英社、撮影：佐藤佑一）[20]
- まさかの初体験ヌード vol.1･2 FRIDAYデジタル写真集（2021年5月21日、講談社、撮影：西田幸樹）[21][22]
- 藤田ももが水着でヨガ ヤンマガデジタル写真集（2021年9月15日、講談社、撮影：カノウリョウマ）[23]
- 藤田ももが水着でリンゴの丸かじり ヤンマガデジタル写真集（2021年9月15日、講談社、撮影：カノウリョウマ）[24]
- 競泳水着の彼女 解禁グラビア写真集（2022年3月1日、サークルチェンジ）
- いつもの場所で･･･ 解禁グラビア写真集（2022年4月1日、サークルチェンジ）
- 放課後の時間 解禁グラビア写真集（2022年5月1日、サークルチェンジ）
- 藤田先生の秘密 解禁グラビア写真集（2022年6月1日、サークルチェンジ）
- 藤田もも全巻セット207枚収録！！ 解禁グラビア写真集（2022年7月1日、サークルチェンジ）
- DOLL 週刊現代デジタル写真集（2023年7月21日、講談社、撮影：イワタ、小林修士）[25]

### 雑誌
- 週刊プレイボーイ 36号 （2020年8月24日、集英社）[26]
- FRIDAY 4月16日号（2021年4月2日、講談社）
- FRIDAY 6月11日号 （2021年5月28日、講談社）
- 金のEX DVD VOL.5 （2021年12月18日、大洋図書）※表紙
- 週刊SPA! 2月8日号 （2022年2月1日、扶桑社）

## 出演

### ウェブ配信
- 給与明細 （2020年11月17日・2021年1月31日、AbemaTV）
- ヒロミ・指原の“恋のお世話始めました” （2021年10月1日、テレビ朝日・AbemaTV）
- 内村さまぁ〜ず （2021年10月4日、Amazon Prime Video）
- スピードワゴンの月曜The NIGHT（2021年11月15日、AbemaTV）